# NGC 4719
NGC 4719 est une vaste galaxie spirale barrée située dans la constellation des Chiens de chasse. Sa vitesse par rapport au fond diffus cosmologique est de 7 327 ± 18 km/s, ce qui correspond à une distance de Hubble de 108,1 ± 7,6 Mpc (∼353 millions d'al). NGC 4719 a été découverte par l'astronome germano-britannique William Herschel en 1785.
La classe de luminosité de NGC 4719 est II et elle présente une large raie HI. NGC 4719 est aussi une galaxie du champ, c'est-à-dire qu'elle n'appartient pas à un amas ou un groupe et qu'elle est donc gravitationnellement isolée. De plus, c'est une galaxie à sursaut de formation d'étoiles.Selon la base de données Simbad, NGC 4719 est une galaxie à noyau actif.